# Hüttenkanne
Die Hüttenkanne war ein Volumenmaß zur Feststellung der Größe von hohlen Gussteilen in Gießereien. 
Die Besonderheit des Maßes lag in der Messung der Menge der Formmasse (Sand, Lehm) bei der Herstellung der Gussform. Diese Menge war die Voraussetzung für die Preisbildung des Gussteiles. Das Maß fand in Sachsen und Böhmen Anwendung. Eine Dresdner Kanne hatte 0,93559 Liter.
- In Sachsen 1 Hüttenkanne = 9 Dresdner Kannen = 8,4203 Liter[1]